# Jerzy Treska
Jerzy Treska (ur. 1780 – zm. ?) – chłop (wolny zagrodnik) z Nowego Dworu pod Wrocławiem, który w 1826 stanął na czele protestu około pięcu tysięcy polskich ewangelików z okolic Wrocławia przeciwko ograniczeniu nabożeństw polskich w kościele luterańskim.

## Życiorys
Zajmował się wytłaczaniem i sprzedażą oleju.
Po przedstawieniu petycji protestacyjnej w sądzie we Wrocławiu, Jerzy Treska został aresztowany przez pruską policję w 1826 r. Na przesłuchaniu miał powiedzieć: "Moim językiem ojczystym jest język polski, i choć znam język niemiecki, jak większość tutejszych Polaków, polskie słowo boże jest dla nas bardziej zrozumiałe i bliskie. (...) Nowy porządek nabożeństw krzywdzi ludność polską, stawiając ją w gorszym położeniu od Niemców, a petycję złożyłem po naradzie ze wszystkimi parafianami, w ich imieniu".
Władze pruskie udzieliły mu nagany, jednak o jego dalszych losach nic nie wiadomo.
Protesty Polaków dały chwilowe zaprzestanie represji i procesu likwidacji języka polskiego na Dolnym Śląsku, mimo krwawego stłumienia protestów w 1834/36 r. przez armię pruską.
W 1881 roku w Laskowicach, parafii Jerzego Treski, odprawiono ostatnie nabożeństwo w j. polskim, przez Polaka, odchodzącego na emeryturę - pastora Augusta Winklera.